# Capusa stenophara
Capusa stenophara là một loài bướm đêm trong họ Geometridae.